# Pierre Michon

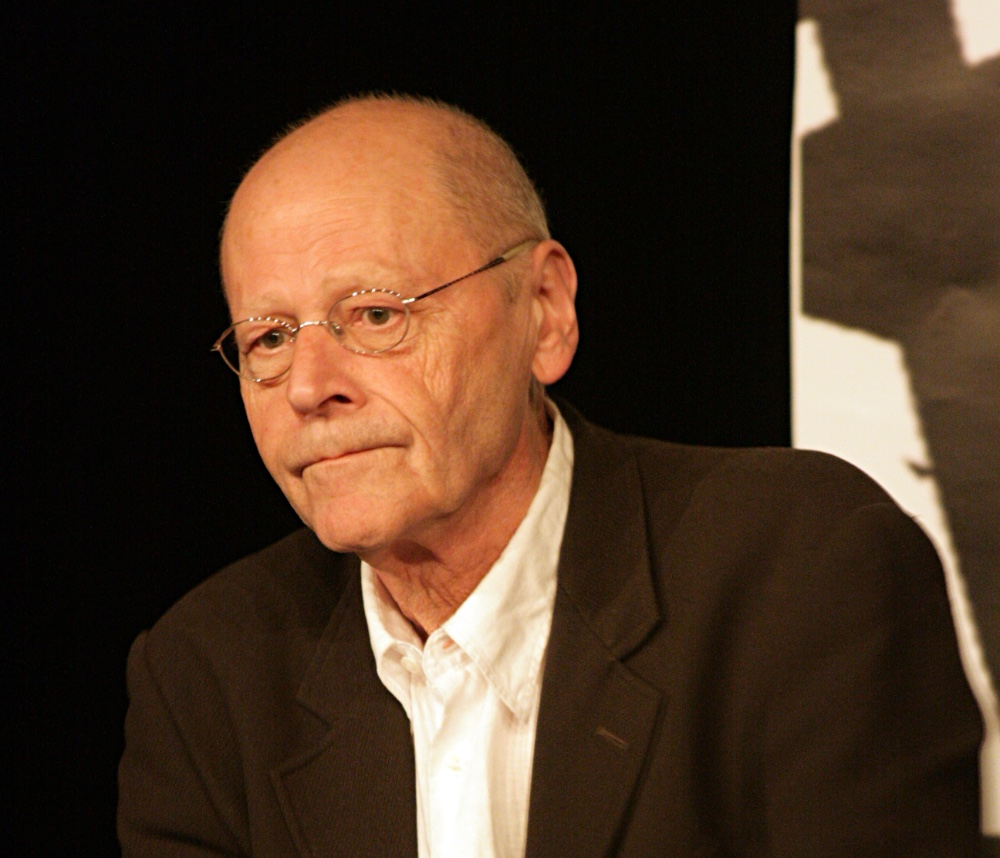
Pierre Michon (2007)

Pierre Michon (geboren 28. März 1945 in Châtelus-le-Marcheix, Département Creuse) ist ein französischer Schriftsteller.

## Leben
Michon wurde in Les Cards geboren, einem Weiler bei Châtelus-le-Marcheix. Seine Mutter war Lehrerin, der Vater verließ die Familie, als Pierre zwei Jahre alt war. Seine Großeltern mütterlicherseits, die ihn dort aufzogen, sprachen Patois. Michon begann das Literaturstudium an der Universität Clermont-Ferrand und schrieb an einer Magisterarbeit über das Theater von Antonin Artaud. Das Studium setzte er mit Unterbrechungen in Paris am Institut national des langues et civilisations orientales fort, ohne zu einem akademischen Abschluss zu kommen, einen festen Beruf hat er nie ausgeübt.
Seine erste literarische Veröffentlichung war 1983 ein Beitrag für die Zeitschrift Oracl.
Im Jahr 2023 veröffentlicht Michon eine erweiterte Fassung des Romans Die Grande Beune unter dem Titel Les Deux Beune, in dem er das zwanghafte Begehrens eines jungen Lehrers nach Yvonne in einer Welt vorzeitlicher Höhlen der Dordogne weiterführt.
Pierre Michons jüngstes Buch von 2025, J’écris l’Iliade (Ich schreibe die Ilias) erzählt Homers Epos nicht nach, sondern erschafft es mit wuchtiger, bildgewaltiger Sprache neu: In vierzehn relativ autonomen Episoden verdichten sich poetische Halluzination und historische Reflexion zu einer fiebrigen Auseinandersetzung mit dem Gründungstext, während Figuren wie Achilles, Helena oder Alexander nicht als starre Mythen, sondern als lebendige Obsessionen erscheinen.
Michon lebt und arbeitet in Les Cards.

## Zitat
„Michons Sprache, seine Wildheit, seine zusammengestauchten Subjekt-Prädikat-Objekt-Sätze, dann wieder proustianisch ausufernde Perioden, sein erotisches, dann wieder mit Gott und König aufgeladenes Pathos – das ist′s, was diese Toten, diese Armen, Verstummten, Narren und Verdammten in profane Heilige verwandelt, erhebt, monumentalisiert.“

## Auszeichnungen
- 1984: Prix France Culture für Vies minuscules
- 2002: Prix Décembre für Corps du roi
- 2009: Grand Prix du Roman der Académie française für Les onze
- 2010: Petrarca-Preis
- 2019: Franz-Kafka-Preis

## Veröffentlichungen
- Vies minuscules. Éditions Gallimard, Paris 1984, ISBN 978-2-07040118-5.
  - Deutsche Ausgabe: Leben der kleinen Toten. Aus dem Französischen übersetzt und mit einem Nachwort von Anne Weber. Suhrkamp, Frankfurt am Main 2004, ISBN 3-518-41612-X.
- Vie de Joseph Roulin. Éditions Verdier, Lagrasse 1988, ISBN 978-2-86432-066-1. PDF-Datei.[7]
  - Deutsche Ausgabe: Das Leben des Joseph Roulin. Übersetzt von Joachim Klink. Manholt, Bremen 1990, ISBN 3-924903-78-6.
- L’Empereur d’Occident. Fata Morgana, Montpellier 1989, ISBN 978-2-85194-073-5.[7]
- Maîtres et serviteurs. Éditions Verdier, Lagrasse 1990, ISBN 978-2-86432-110-1.
  - Deutsche Ausgabe: Herr und Diener. Übersetzt von Holger Fock. Manholt, Bremen 1994, ISBN 3-924903-41-7.
- Rimbaud le fils. Éditions Gallimard, Paris 1993, ISBN 978-2-07038808-0.
  - Deutsche Ausgabe: Rimbaud der Sohn. Übersetzt von Anne Weber. Suhrkamp, Frankfurt am Main 2008, ISBN 978-3-518-22437-3.
- La Grande Beune. Éditions Verdier, Lagrasse 1998, ISBN 978-2-86432-230-6.
  - Deutsche Ausgabe: Die Grande Beune. Übersetzt von Katja Massury und mit einem Nachwort von Jürg Laederach. Suhrkamp, Berlin 2011, ISBN 978-3-518-22463-2, Rezension.[8]
- Le roi du bois. Éditions Verdier, Lagrasse 1998, ISBN 978-2-86432-229-0.
  - Deutsche Ausgabe: Körper des Königs. Über die erhabene und lächerliche Berufung der Kunst. Übersetzt von Anne Weber. Suhrkamp, Berlin 2015, ISBN 978-3-518-22491-5.
- Les onze. Éditions Gallimard, Paris 2009, ISBN 978-2-07043752-8.
  - Deutsche Ausgabe: Die Elf. Übersetzt von Eva Moldenhauer. Suhrkamp, Berlin 2013, ISBN 978-3-518-22474-8.
- J'écris l'Iliade. Éditions Gallimard, Paris 2025, ISBN 978-2-07012807-5.